# Trapping (druk)
Trapping jest zdolnością przyjmowania farby przez farbę w czasie drukowania. Jeśli na mokrą warstwę farby nakładana jest warstwa farby (druk mokro na mokro), wówczas mamy do czynienia z mokrym trappingiem (np. druk offsetowy w maszynie wielkokolorowej). Jeśli nadrukowuje się farbę na wyschniętą warstwę farby (druk mokro na sucho), wówczas występuje zjawisko suchego trappingu (np. drukowanie na maszynie offsetowej jednokolorowej lub drukowanie na maszynie fleksograficznej, gdzie farby szybko schną). W rezultacie tego zjawiska, stosując takie same offsetowe formy drukowe, druk na maszynach jednokolorowych będzie się różnił efektami barwnymi w stosunku do druku na maszynach wielokolorowych. Jest tak dlatego, że w maszynach jednokolorowych warstwa farby zdąży wyschnąć przed kolejnym przelotem przez maszynę. Kolejna warstwa farby będzie kładziona na suchą warstwę farby i dzięki temu położona zostanie grubsza warstwa tej farby niż w przypadku, gdy na maszynach wielokolorowych kolejna warstwa farby jest drukowana na warstwę jeszcze mokrą. W maszynach wielokolorowych z powodu trappingu duże znaczenie ma kolejność drukowania farb procesowych: np. druk magenta-cyan będzie dawał inny efekt barwny niż druk cyan-magenta. Najczęściej stosowana kolejność druku farb triadowych to: Black-Cyan-Magenta-Yellow i zazwyczaj do takiej kolejności druku farby są przygotowane technologicznie. Chodzi o uzyskanie jak najwyższego trappingu, co wiąże się z tackiem farby czyli z jej podatnością na rozwarstwianie.
zob. też: CMYK